# Jakob Friedrich von Rüchel-Kleist
Jakob Friedrich von Rüchel-Kleist (* 25. Januar 1778 in Segenthin; † 15. März 1848 in Danzig) war ein preußischer General der Infanterie sowie Gouverneur von Danzig.

## Leben

### Herkunft
Er entstammte dem alten pommerschen Adelsgeschlecht von Kleist, dessen Wurzeln sich bis ins frühe Mittelalter zurückverfolgen lassen und das neben bedeutenden Militärs auch bekannte Dichter hervorbrachte. Bereits sein Großvater Franz Ulrich von Kleist war General, ebenso sein Onkel Franz Casimir von Kleist sowie dessen Sohn Friedrich Ludwig Heinrich von Kleist, auch einer seiner Neffen, Karl Wilhelm Heinrich von Kleist. Jakob Friedrich war der Sohn des Landschaftsdirektors Carl Caspar von Kleist (1734–1808) und dessen Ehefrau Marie Luise, geborene von Böhn. Kleist wurde im Frühjahr 1807 von Ernst von Rüchel adoptiert, der selbst ohne männliche Erben war.

### Militärkarriere
Nach dem Besuch des Gymnasiums in Neu-Ruppin trat Kleist am 6. Februar 1792 als Freikorporal in das Infanterieregiment „von Kleist“ der Preußischen Armee in Prenzlau ein und kämpfte 1792/94 im Krieg gegen Frankreich. Am 2. März 1794 wurde er Fähnrich und am 12. Mai 1796 Sekondeleutnant. Als solcher fungierte er von 1797 bis 1799 als Regimentsadjudant. Kleist besuchte seit 1801 die in Berlin errichtete Kriegsschule und war in der Akademie für junge Offiziere einer der besten Schüler Gerhard von Scharnhorst. Kleist war Mitglied der Militairischen Gesellschaft und wurde am 13. Februar 1804 Premierlieutenant, gleichzeitig Adjutant der Potsdamer Infanterieinspektion unter General der Infanterie Ernst von Rüchel. In dieser Stellung wurde er am 22. September 1805 Stabskapitän. Kleist machte die Feldzüge von 1806/07 gegen Napoleon Bonaparte als Adjutant Rüchels mit, u. a. die Schlacht bei Jena. Nach dem Frieden von Tilsit trat er aus dem Dienst, das Majorspatent erhielt er am 25. August 1807.
Bei Ausbruch der Befreiungskriege trat er erneut in den Dienst und führte verschiedene Stabs- u. Feldkommandos. 1813 zum Kommandeur des 4. Pommerschen Reserveregiments ernannt, nahm er an der Einschließung von Stettin teil, wurde bald darauf in den Stab des Generals Ludwig von Borstell versetzt und war als Oberstleutnant an den Schlachten bei Großbeeren, Dennewitz und Leipzig beteiligt. Anfang 1814 war er Kommandeur des 1. Westfälischen Landwehrregiments; später Kommandant von Herzogenbusch und leitete die Blockade von Antwerpen. Im Feldzug des Jahres 1815 befehligte er unter dem General von Jagow eine Brigade im Zieten’schen Armeekorps. In der Schlacht bei Hoyerswerda erwarb er das Eiserne Kreuz II. Klasse, bei Ligny 1815 das Eiserne Kreuz I. Klasse. Auch an der Schlacht bei Waterloo war er beteiligt.
Nach den Befreiungskriegen wurde er 1820 Kommandeur der 3. Infanterie-Brigade und Generalmajor, 1833 Generalleutnant und Kommandeur der 4. Division. Seit 30. März 1838 Gouverneur von Danzig, verlieh ihm die Stadt am 17. Februar 1842 anlässlich seines 50-jährigen Dienstjubiläums die Ehrenbürgerschaft. Aus dem gleichen Anlass hatte er bereits einige Tage zuvor am 6. Februar den Roten Adlerorden I. Klasse mit Brillanten erhalten. Unter Verleihung des Charakters als General der Infanterie wurde Kleist am 23. Dezember 1847 aus gesundheitlichen Gründen und auf eigenen Wunsch hin mit Pension zur Disposition gestellt.
Eine Jugendfreundschaft verband ihn mit dem Schriftsteller Friedrich de la Motte Fouqué.

### Familie
Als Major heiratet Kleist am 16. Januar 1808 die 17-jährige Caroline Friederike Sophie Albertine von Rüchel (1790–1831). Sie war die jüngste Tochter von Ernst von Rüchel. Rüchel-Kleist erwarb unweit von Haseleu, dem Wohnsitz seines Schwiegervaters, das große Gut Hoffelde. Ab 2. Januar 1810 nennt er sich „von Rüchel, sonst von Kleist“, auch „von Rüchel-Kleist“. Aus der Ehe gingen sieben Kinder hervor:
- Friedrich Wilhelm (1814–1815)
- Elisabeth Philippine Karoline (1820–1899) ⚭ Karl Wilhelm Ludwig Franz von Dewitz gen. Krebs. Sie veröffentlichte als Schriftstellerin unter dem Namen Elise von Fernhain etwa 20 volkstümliche Romane.
- Friedrich Wilhelm (1822–1844), preußischer Offizier
- Johanne Luise Sophie (1824) ⚭ Heinrich Wilhelm Freiherr von Eckardstein (1804–1871)[1]
- Franz Karl (1825–1858), preußischer Offizier
- Friederike Marie Albertine (1821) ⚭ Hermann von Weyher (1800–1871), Kreis- und Landschaftsdeputierter, Herr auf Bozepol und Felstow
- Albrecht Philipp (1828–1876), preußischer Offizier